# Larry Flynt
Larry Claxton Flynt Jr. (IPA: flɪnt, Magoffin megye, Kentucky, 1942. november 1. – Los Angeles, Kalifornia, 2021. február 10.) amerikai üzletember. A Larry Flynt Publications elnöke. A cég leginkább pornográf magazinokat adott ki (például a Hustlert), de pornográf videókat is forgalmazott, és három pornográf televíziós csatornát is üzemeltetett Hustler TV néven. Deréktól lefelé lebénult, mivel 1978-ban Joseph Paul Franklin sorozatgyilkos megpróbálta megölni.:170–71 Az Arena magazin 2003-ban az első helyen rangsorolta őt az "50 legbefolyásosabb pornóipari személyiség" listáján.
1996-ban film készült róla Larry Flynt, a provokátor címmel.

## Élete
A Kentucky állambeli Lakeville-ben született (Magoffin megye része), Larry Claxton Flynt Sr. (1919-2005) és Edith Arnett (1925-1982) gyermekeként. Két testvére van: Judy (1947-1951) és Jimmy Flynt (1948-). Apja az amerikai hadseregnél szolgált, emiatt élete első három évében anyja és anyai nagyanyja nevelték. Szegénységben nőtt fel, és azt mondta, hogy a nagy gazdasági világválság idején Magoffin megye volt a nemzet legszegényebb megyéje. Nővére, Judy négy éves korában elhunyt, leukémia miatt. Egy évvel később szülei elváltak; Flyntet ezután anyja nevelte Hamletben (Indiana), testvére, Jimmy pedig Magoffin megyében nevelkedett, őt az anyai nagymamája nevelte fel. Két évvel később Flynt visszatért ide, mert nem kedvelte anyja új barátját.
A Salyersville High School (ma Magoffin County High School) tanulója volt a kilencedik osztályban. Annak ellenére, hogy csak 15 éves volt, megszökött otthonról és csatlakozott az amerikai hadsereghez egy hamisított születési igazolvánnyal.:16–17 Ekkoriban lett szenvedélye a póker. Miután tisztességesen leszerelt, visszatért az anyjához Indianába, és az Inland Manufacturing Company-nél kapott állást. Azonban lassulás volt a cégnél, így három hónap után kirúgták.:21 Ezt követően visszatért apjához Kentuckyba. Kis ideig rumot csempészett, de felhagyott ezzel, mikor megtudta, hogy körözik a hatóságok. Két hónapig a spórolt pénzéből élt, majd 1960-ban belépett a haditengerészethez. 1964 júliusában leszerelt.
1965-ben elvett 1800 dollárt a spórolt pénzéből, és megvette anyja klubját, a Keewee-t. Felújította, és hetente 1000 dollárt keresett; ezt arra használta, hogy még két bárt vásároljon. 20 órát dolgozott egy héten, és amfetamint szedett, hogy ébren maradjon.
Elhatározta, hogy új, magasabb színvonalú klubot nyit, amelyben meztelen táncosnők is tartózkodnak. Ezt a klubot Hustler Clubnak nevezte el. 1968-tól testvérével, Jimmyvel és barátnőjével, Althea Leasure-rel több ohiói városban is nyitott egy Hustler Clubot. A Bachelor's Beat napilap tulajdonosa volt két évig. Ebben az időben bezárt egy automata üzletet, amely miatt sok pénzt vesztett.
1972 januárjában elkészítette a Hustler Newslettert ("Hustler Hírlap"), amely egy kétoldalas, fekete-fehér kiadvány volt. Ez annyira népszerű lett az ügyfelei körében, hogy 1972 májusában 16 oldalasra nőtt a kiadvány, 1973 augusztusában pedig 32 oldalas. Az 1973-as olajválság miatt az amerikai gazdaság megingott és a Hustler Clubok bevétele is csökkent. Emiatt a Hustler Newslettert nemzeti terjesztésű pornográf magazinná változtatta. A magazin első száma 1974 júliusában jelent meg. Bár az első pár szám észrevétlen maradt, egy éven belül kelendő lett a magazin, így Larry ki tudta fizetni az adósságait. Flynt barátja, Al Goldstein szerint a Hustlert Goldstein saját pletykalapja, a Screw ihlette.
1976-ban alapította meg saját vállalatát, a Larry Flynt Publicationst.
1978. március 6.-án egy jogi párbaj során Flynt-et és az ügyvédjét Joseph Paul Franklin meglőtte a Georgia állambeli Lawrenceville-ben. A lövés miatt Flynt tolószékbe kényszerült. Flynt ügyvédje nagyon súlyosan megsebesült.
Franklin, aki a fehérek felsőbbrendűségét hirdette, Vernon Jordant is meglőtte, illetve több fekete és zsidó személyt is célba vett 1977 és 1980 között. Később bevallotta, hogy a Hustler magazinban található fajok közötti (interracial) pornográf fénykép dühítette fel.

## Magánélete
Öt felesége volt:
- Mary Flynt (1961–1965)
- Peggy Mathis (1966–1969)
- Kathy Barr (1970–1975)
- Althea Leasure (1976–1987)
- Elizabeth Berrios (1998–2021)

1976-ban házasodott össze Altheával, és tíz évig voltak házasok, Althea 33 éves korában bekövetkezett haláláig, ő ugyanis 1987-ben megfulladt a fürdőkádban.
Négy lánya és egy fia volt, illetve több unokája.
Lánya, Lisa Flynt-Fugate 2014 októberében elhunyt 47 éves korában, autóbalesetben.

## Halála
Flynt szívelégtelenségben hunyt el 2021. február 10.-én. 78 éves volt.